# Jean Taris
Jean Taris (6. července 1909 Versailles — 10. ledna 1977 Grasse) byl francouzský plavec, specialista na dlouhé volnostylařské tratě.
Zúčastnil se olympijských her 1928 v Amsterdamu, 1932 v Los Angeles a 1936 v Berlíně. Největším úspěchem byla stříbrná medaile na 400 metrů volný způsob v roce 1932, kdy ve finále podlehl domácímu Busterovi Crabbemu o pouhou desetinu sekundy. V roce 1936 byl čtvrtý s francouzskou štafetou na 4×200 m a šestý na 400 metrů kraulem. Stal se mistrem Evropy na 400 m i 1500 m v roce 1934 v Magdeburgu, v roce 1931 byl na domácí půdě v Paříži na čtyřstovce druhý za Maďarem Istvánem Báránym. Získal rekordních 34 titulů mistra Francie, vytvořil světové rekordy 4:47.0 na 400 m v. zp. a 10:15.6 na 800 m v. zp.
Jean Vigo o něm v roce 1930 natočil dokumentární film Jean Taris, plavecký šampión, sloužící jako školní pomůcka při výuce plavání. V roce 1984 byl Taris posmrtně uveden do Mezinárodní plavecké síně slávy. V Paříži je po něm pojmenován plavecký bazén Piscine Jean Taris na rue Thouin v pátém obvodu.